# Kathedrale von Saint-Denis (Réunion)

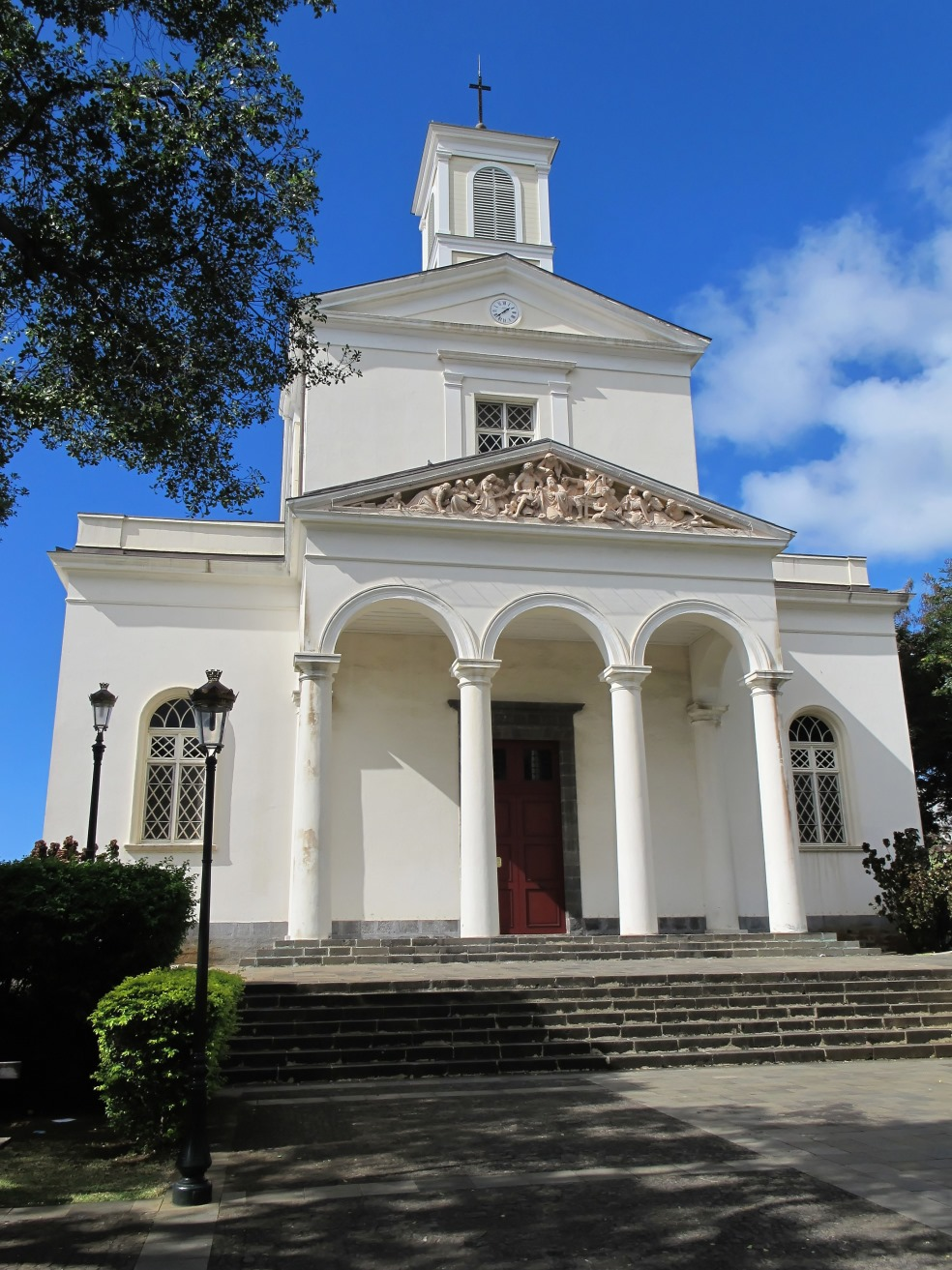
Kathedrale von Saint-Denis, 2010

Die Kathedrale von Saint-Denis (französisch Cathédrale de Saint-Denis) ist die Kathedrale des römisch-katholischen Bistums Saint-Denis-de-La Réunion in Saint-Denis auf der französischen Insel Réunion.

## Lage
Die Kathedrale befindet sich im Zentrum von Saint-Denis auf der Ostseite der Avenue de la Victoire. Westlich der Kathedrale steht der Brunnen Fontaine de la Cathédrale.

## Architektur und Geschichte

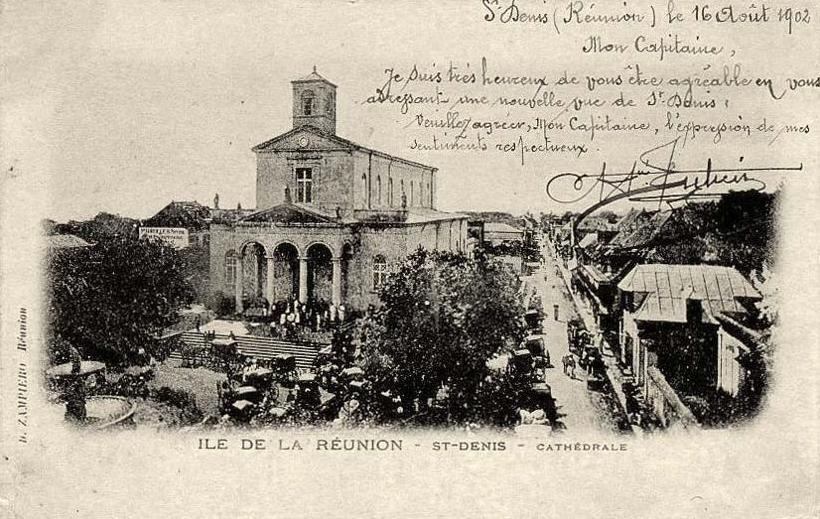
1902

Bereits Mitte des 18. Jahrhunderts befand sich an dieser Stelle eine Kirche. Da sie für die gewachsene Zahl von Gläubigen zu klein geworden war, beauftragte die Stadt Saint-Denis im Jahr 1828 Jean-Baptiste Dumas mit dem Entwurf eines Neubaus. Er entwarf in Anlehnung an zeitgenössische europäische Architektur eine Basilika im Stil des Klassizismus. Der Bau erfolgte dann von November 1829 bis 1832 unter Leitung von Prosper Gourel de Saint-Perne und dann Charles Diomat. 

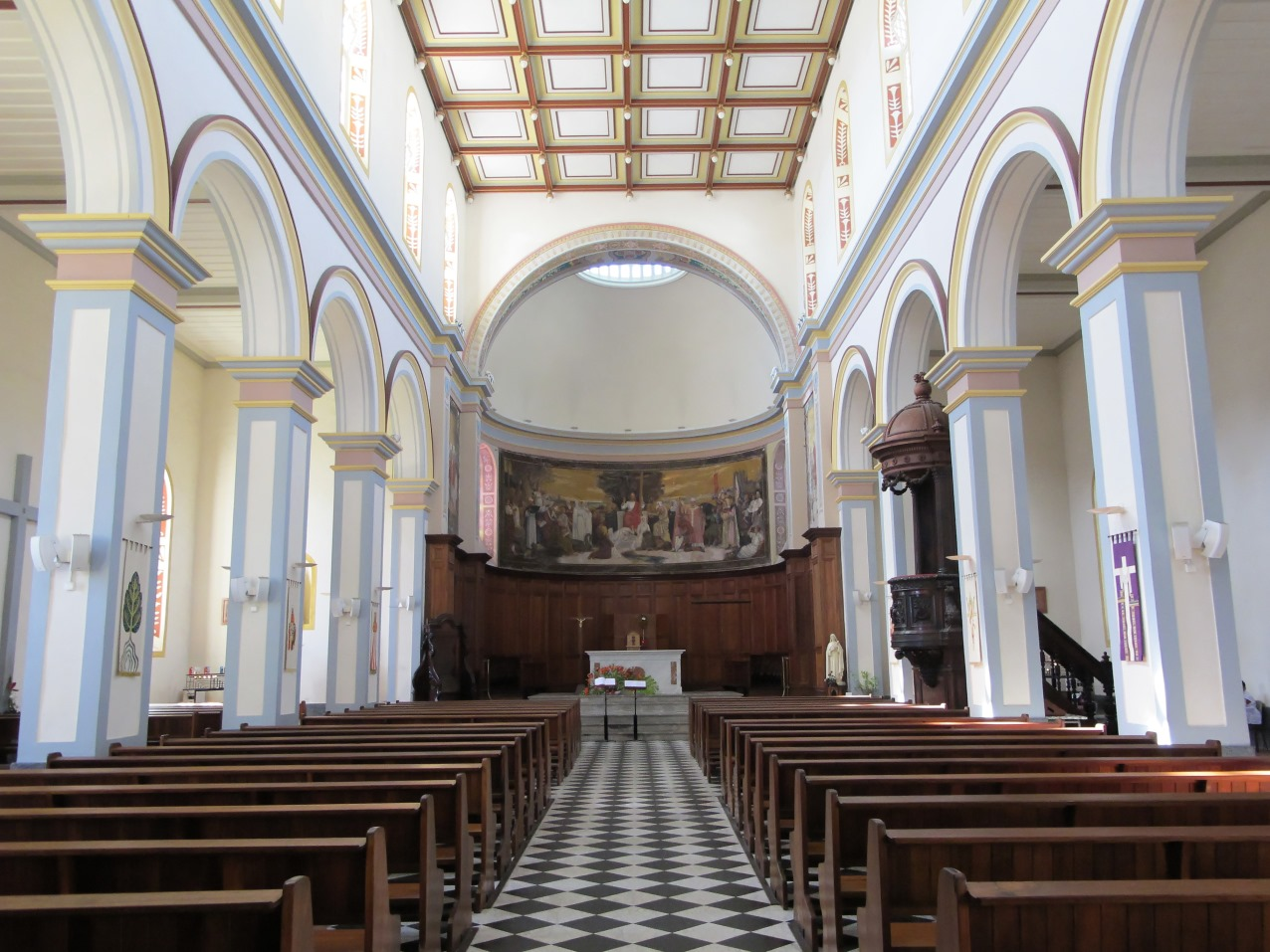
Blick zum Chor, 2010

Bereits mit der Fertigstellung hatte die Kirche eine zweigeschossige Fassade, bekrönt von einem hölzernen Glockenturm. Der heutige Vorbau auf der Westseite bestand jedoch noch nicht. Im Inneren erhielt die Kirche ein flach gedecktes Schiff mit sechs auf Säulen ruhenden Bögen als Abgrenzung zu den Seitenschiffen. An den von einem Gewölbe überspannten Chor grenzt eine Apsis mit einem halbkreisförmigen Grundriss. Die Kirche ist 45 Meter lang, 33 Meter breit und 20 Meter hoch.
Mit der Gründung des Bistums wurde die Kirche im Jahr 1850 Kathedrale. Das Kirchengebäude wurde in der Folge verschönert und vollendet. In der Zeit von 1856 bis 1860 entstanden drei Räume an der Apsis, die die Sakristei vergrößerten. Der Bau des bereits von Dumas geplanten, von vier Säulen getragenen Vorbaus mitsamt Dreiecksgiebel, wurde 1863 abgeschlossen. Der Dreiecksgiebel erhielt ein in den Werkstätten von Virebent Frères in Toulouse gefertigtes Terrakotta-Relief. Es zeigt das Martyrium des Heiligen Denis. Im Inneren wurde von 1860 bis 1863 unter Leitung des Schreiners Camus von indischen Arbeitern im Chor eine Vertäfelung aus Teakholz angebracht. Vermutlich auch von Camus stammt die 1869 im Stil der Neorenaissance gestaltete Kassettendecke. Die Beichtstühle entstanden vermutlich in der zweiten Hälfte des 19. Jahrhunderts durch den in Saint-Denis ansässigen Schreiner Augustin Cazanove. Die auf einem kleinen Sockel platzierte Skulptur des Kopfes von Johannes dem Täufer wurde 1864 in Italien von Luigi Maioli angefertigt und gelangte 1892 als ein Geschenk von Camille Sumeire in die Kathedrale.
1905 erhielt der Chor ein dreiteiliges Gemälde von François Moirod, das in Teilen erhalten ist. Auf Leinwänden ist in zwei Szenen das Leben und das Martyrium des Heiligen Denis dargestellt. Ein weiterer Teil befasst sich mit der religiösen Geschichte Frankreichs. Thematisiert wird die Säkularisierung Frankreichs mit der Trennung von Kirche und Staat, wobei ausgedrückt werden soll, dass sich Frankreich und die katholische Kirche nicht trennen ließen. 
1912 wurde nordöstlich der Kirche ein gemauerter Glockenturm errichtet, auf dem sich ein stählerner Glockenstuhl mit zwei Glocken befindet. Bei der größeren der Glocken, der Le Bourdon, handelt es sich um die größte Glocke der Insel Réunion. Sie stammt aus dem Jahr 1862 und wiegt 1680 Kilogramm. Gegossen wurde sie von Moisseron in Angers. Ursprünglich hing sie im alten Glockenturm. Die kleiner Glocke Jeanne d’Arc wiegt 830 Kilogramm. Sie wurde 1911 von der Gießerei Farnier Fils in Côte-d’Or gegossen.

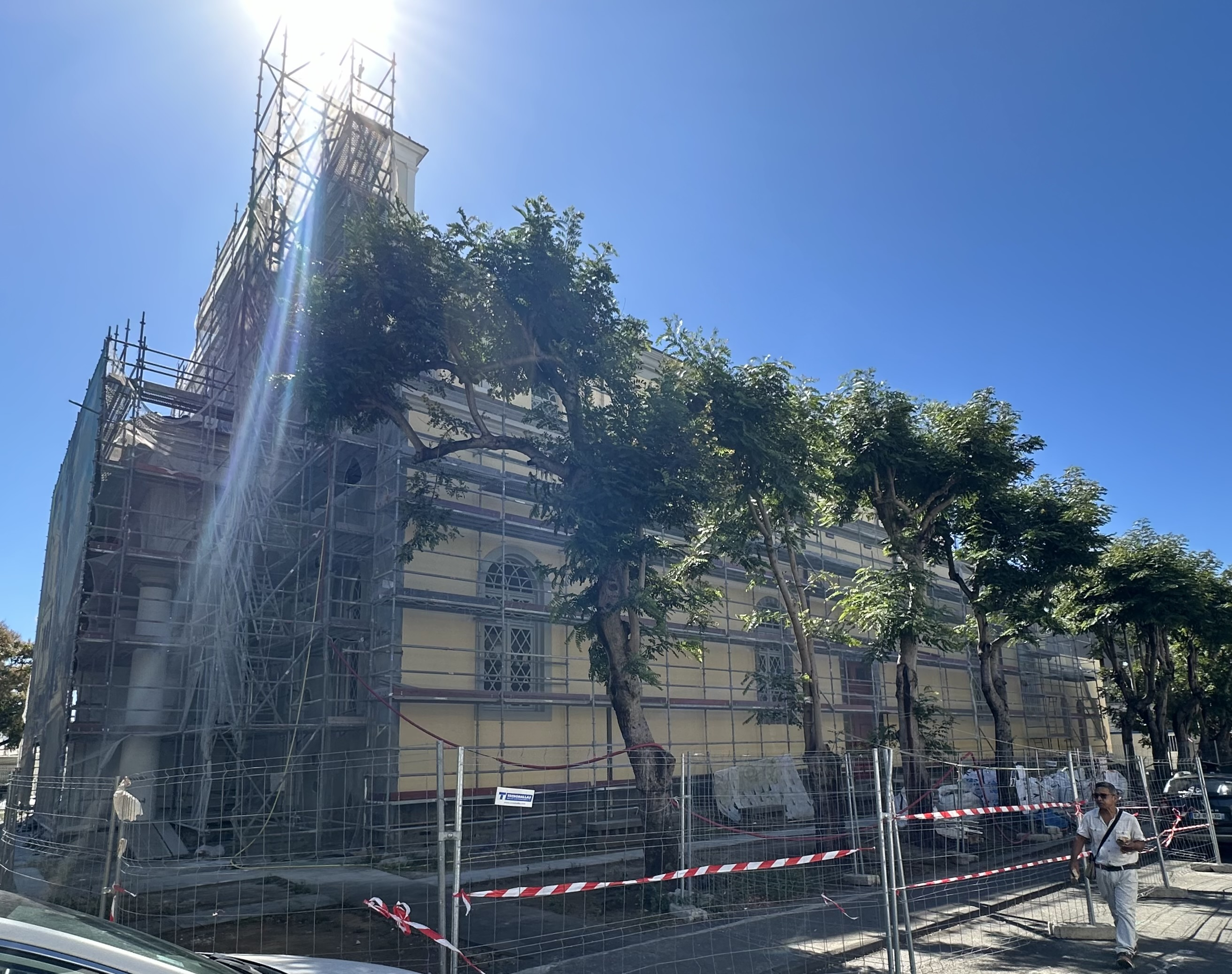
Arbeiten im Jahr 2024

1962 wurde die Kirche vom Zyklon Jenny beschädigt.
Seit dem 13. Oktober 1975 ist die Kathedrale als Monument historique ausgewiesen. Trotz des Denkmalschutzes erfolgte in den 1970er Jahren eine nicht denkmalgerechte Restaurierung. Ab den 1990er Jahren wurden erneut mehrere Restaurierungsmaßnahmen durchgeführt und die Kirche sich nun wieder in ihrem Erscheinungsbild des 19. Jahrhunderts präsentiert. 2024 fanden weitere Sanierungsarbeiten statt.

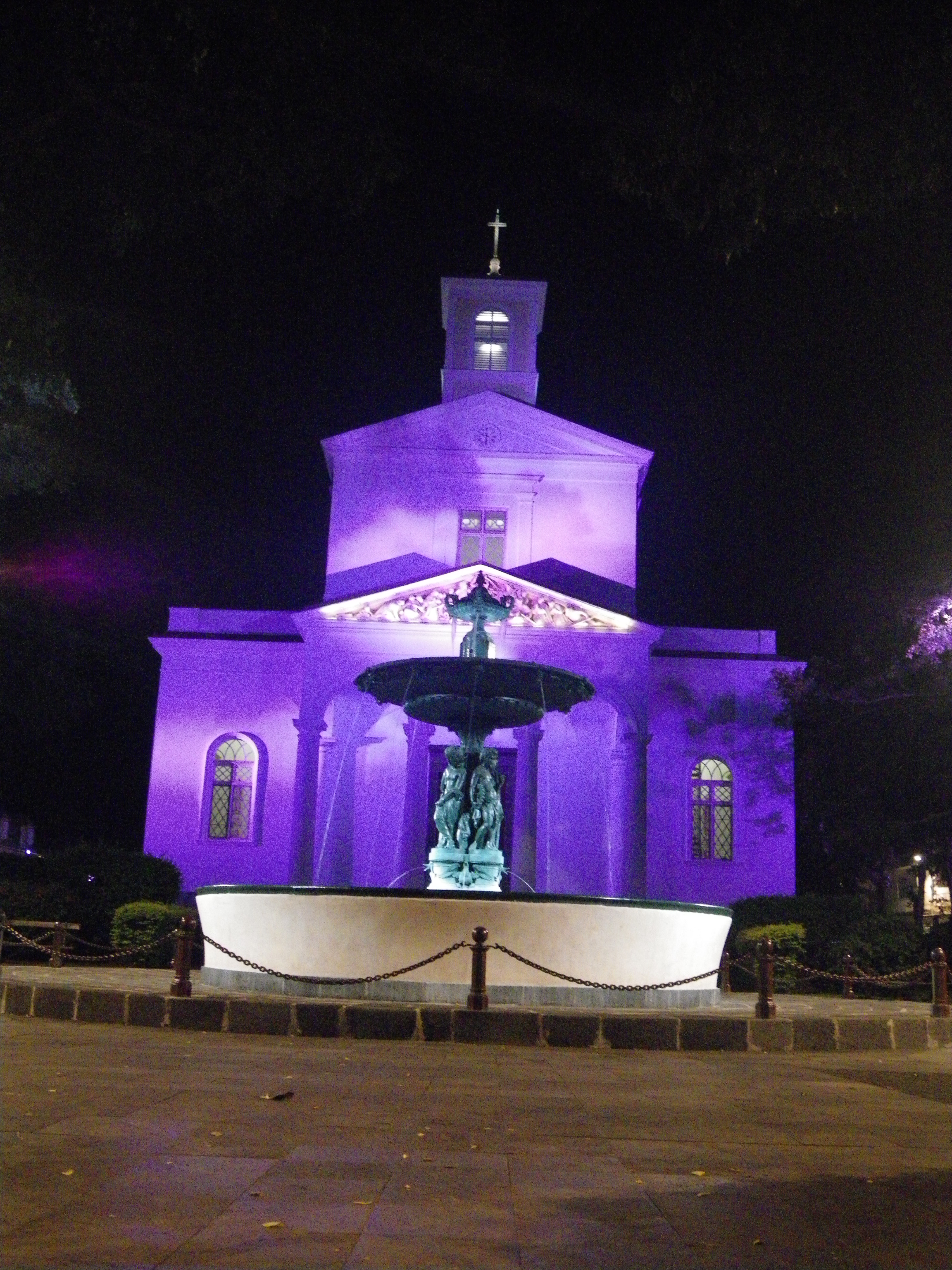
Beleuchtung, 2011

Seit 2010 wird die Kathedrale von außen beleuchtet.